# 오세응
오세응(吳世應, 1933년 4월 18일~2019년 12월 11일)은 대한민국의 정치인이다. 제8·9·10·11·12·14·15대 국회의원을 지냈다.

## 생애
미국에서 재미 언론인으로 활동하다가 대한민국 제8대 국회에 신민당 전국구 의원으로 참가하면서 정계에 입문하였다. 1980년 전두환의 신군부가 설치한 국가보위입법회의에 입법위원으로 포함된 것을 계기로 민주정의당으로 이동하고 제5공화국 내각에도 참여했다. 제15대 총선에 신한국당 후보로 출마하여 7선에 성공하고 국회 부의장을 지냈으나, 신한국당의 후신인 한나라당 당권을 이회창이 잡게 되면서 이회창 노선에 반발, 자유민주연합으로 옮겨갔다.
2000년 호텔 인허가와 관련된 뇌물을 받은 사실이 드러나 기소 된 바 있고, 제16대 총선에 출마했을 때는 시민단체에 의해 선정된 낙선대상자 86명 명단에 포함되었다.

## 학력
- 서울교동국민학교 졸업
- 경기중학교 졸업
- 경기고등학교 졸업
- 연세대학교 정법대학 정치외교학과 학사
- 미국 햄린 대학교 행정학과 학사
- 미국 아메리칸 대학교 행정학 석사·행정학 박사

## 경력
- 미국의 소리 방송국 아나운서, 재미한국유학생연합회 회장
- 한국통신사 이사장(워싱턴 D.C.), 대통령특사 아시아지역, 남미지역
- 1971년 ~ 1981년 : 제8,9,10대 국회의원 (신민당)
- 1981년 ~ 1988년, 1992년 ~ 1996년 : 제11,12,14대 국회의원 (민주정의당)
- 1982년 ~ 1983년 : 정무제1장관
- 1996년 ~ 2000년 : 제15대 국회의원 (신한국당)
- 국회 문화공보위원장, 통일외교위원장, 부의장
- 한미의원협의회 초대회장, 의회 정치연구소 이사장

## 역대 선거 결과
|  | 44.28% |

|  | 34.25% |

|  | 30.00% |

|  | 40.67% |

|  | 25.67% |

|  | 32.13% |

|  | 39.68% |

|  | 33.06% |

|  | 4.94% |

## 소속 정당
| 소속 정당 | 소속 정당    | 소속 기간 | 비고                |
| --------- | ------------ | --------- | ------------------- |
|           | 신민당       | 1971~1978 | 정계 입문           |
|           | 무소속       | 1978~1979 | 탈당                |
|           | 신민당       | 1979~1980 | 복당                |
|           | 무소속       | 1980~1981 | 정당 해산           |
|           | 민주정의당   | 1981~1990 | 창당                |
|           | 민주자유당   | 1990~1995 | 합당                |
|           | 신한국당     | 1995~1997 | 당명 변경           |
|           | 한나라당     | 1997~2000 | 합당                |
|           | 무소속       | 2000      | 탈당                |
|           | 자유민주연합 | 2000      | 입당                |
|           | 무소속       | 2000~2019 | 탈당 정계 은퇴 사망 |

## 같이 보기
- 대한민국 제8대 국회의원 선거 신민당 후보 목록#전국구
- 여주군·광주군·이천군
- 여주군의 국회의원
- 광주군의 국회의원
- 이천군의 국회의원
- 성남시·광주군·여주군·이천군
- 성남시의 국회의원
- 성남시 중원구·분당구
- 성남시 중원구의 국회의원
- 성남시 분당구의 국회의원
- 성남시 분당구 (선거구)
- 대한민국의 특임장관
- 대한민국의 국회부의장

## 가족 관계
- 배우자 : 곽경자
  - 슬하 : 1남 1녀